# Rö socken
Rö socken i Uppland ingick i Sjuhundra härad, ingår sedan 1971 i Norrtälje kommun och motsvarar från 2016 Rö distrikt.
Socknens areal är 46,71 kvadratkilometer, varav 42,25 land. År 2000 fanns här 551 invånare. Näs herrgård, Beatebergs herrgård samt sockenkyrkan Rö kyrka ligger i socknen.  

## Administrativ historik
Rö socken har medeltida ursprung. 
Vid kommunreformen 1862 övergick socknens ansvar för de kyrkliga frågorna till Rö församling och för de borgerliga frågorna till Rö landskommun. Landskommunen uppgick 1952 i Sjuhundra landskommun som 1967 uppgick i Rimbo landskommun som 1971 uppgick i Norrtälje kommun. Församlingen uppgick 2008 i Husby, Skederid och Rö församling.
1 januari 2016 inrättades distriktet Rö, med samma omfattning som församlingen hade 1999/2000.  
Socknen har tillhört län, fögderier, tingslag och domsagor enligt vad som beskrivs i artikeln Sjuhundra härad. De indelta soldaterna tillhörde Upplands regemente Hundra Härads kompani samt Livregementets dragonkår, Roslags skvadron. De indelta båtsmännen tillhörde Norra Roslags 2:a båtsmanskompani.

## Geografi
Rö socken ligger sydväst om Norrtälje kring Norrtäljeån och sjöarna Rösjön, Sparren, Viren och Angarn. Socknen har odlad kuperad slättbygd i de centrala delarna kring Rösjön och vid de andra sjöarna och är i övrigt en skogsbygd.
Genom detta område löpte den numera nedlagda järnvägen Stockholm-Roslagens Järnvägar på sträckan Kårsta-Rimbo. Järnvägsstationen låg vid Rö. På sjön Jälnans västsida går länsväg 280 och ett par kilometer längre mot öster går europaväg 18 (E18). 
Socknen avgränsas i sydväst av Vallentuna kommun (Kårsta socken) och i nordost av Skederids socken. I norr ligger Rimbo socken och i söder Riala socken.
I Rö socken fanns enligt husförhörslängderna 192 by- och/eller gårdsnamn.

## Fornlämningar
Från bronsåldern finns spridda gravrösen. Från järnåldern finns sju gravfält och en fornborg på Gårdstensberget. En runsten uppges finna inmurad i kyrkan.

## Namnet
Namnet skrevs 1257 Rauthu och 1344 Rödho. Namnet innehållet röd som troligtvis burits av något vattendrag nära kyrkan och som sannolikt syftat på rödfärgat vatten.